# Adenanthos cygnorum
Adenanthos cygnorum är en tvåhjärtbladig växtart. Adenanthos cygnorum ingår i släktet Adenanthos och familjen Proteaceae.

## Underarter
Arten delas in i följande underarter:
- A. c. chamaephyton
- A. c. cygnorum